# 경주 명활성
경주 명활성(慶州 明活城)은 대한민국 경상북도 경주시 보문동 보문관광단지 남쪽에 있는 신라의 성곽이다. 1963년 1월 21일에 대한민국의 사적 제47호로 지정되었다.

## 역사
경주의 동쪽 명활산 꼭대기에 자연석을 이용하여 쌓은 둘레 약 6㎞의 신라 산성이다.
성을 쌓은 연대는 정확히 알 수 없으나, 『삼국사기』에 신라 실성왕 4년(405)에 왜병이 명활성을 공격했다는 기록이 보이므로 그 이전에 만들어진 성임을 알 수 있다. 또한 성을 쌓는 방법에서도 다듬지 않은 돌을 사용한 신라 초의 방식을 보이고 있다. 눌지왕 15년(431)에는 왜구가 이 성을 포위하고 공격하였는데, 이는 이 성이 신라의 수도인 서라벌을 지키는데 중요한 곳임을 말해준다.
진흥왕 15년(544)에 다시 쌓았고, 진평왕 15년(593)에는 성을 확장했다. 지금은 대부분의 성벽이 무너져 겨우 몇 군데에서만 옛모습을 볼 수 있다. 또한 진흥왕 때의 ‘명활산성작성비’가 발견되어 당시의 상황을 알려주고 있으며, ‘명활산성비’로 보이는 비석조각이 안압지에서 발견되었다.
선덕여왕 때는 비담(毗曇)이 이 곳을 근거로 반란을 일으켰으나 김유신이 평정하기도 했으며, 남산성·선도산성·북형산성과 함께 동해로 쳐들어오는 왜구에 대항하여 경주를 지키는데 큰 몫을 한 곳이다.

## 같이 보기
- 시중
- 비담의 난

## 참고 문헌
- 경주 명활성 - 국가유산청 국가유산포털